# NGC 3467
NGC 3467 est une galaxie lenticulaire relativement éloignée et située dans la constellation du Lion. NGC 3467 a été découverte par l'astronome britannique John Herschel en 1828.

## Caractéristiques
Sa vitesse par rapport au fond diffus cosmologique est de 9 789 ± 25 km/s, ce qui correspond à une distance de Hubble de 144 ± 10 Mpc (∼470 millions d'al).
À ce jour, une mesure non basée sur le décalage vers le rouge (redshift) donne une distance d'environ 101,000 Mpc (∼329 millions d'al). Cette valeur est à l'extérieur mais compatible avec les valeurs de la distance de Hubble. Notons cependant que c'est avec la valeur moyenne des mesures indépendantes, lorsqu'elles existent, que la base de données NASA/IPAC calcule le diamètre d'une galaxie et qu'en conséquence le diamètre de NGC 3467 pourrait être d'environ 48,9 kpc (∼159 000 al) si on utilisait la distance de Hubble pour le calculer.